# Cimier
Le cimier est un ornement qui surmonte un casque ou un heaume. Il désigne un grade militaire ; il sert également de repère sur le champ de bataille.

## Histoire
Initialement, le cimier a une fonction militaire : il sert à grandir la silhouette de son porteur pour mieux impressionner l’adversaire. Au Moyen Âge, c'est un ornement de parade, destiné à frapper les imaginations des spectateurs avant l’entrée en tournoi, mais non à résister à l’épreuve. En tant que pièce militaire, le cimier est une des pièces constitutive des casques de cavalerie. Dans l’antiquité grecque, l’aulopis signifie l’espèce de douille qui s'élevait sur la crête du casque, dans laquelle on plaçait l'aigrette ou le plumet qui surmontait cette partie de l'armure pour former le cimier.
Il est particulièrement convoluté en héraldique, lorsque le casque qu’il embellit fait lui-même partie des ornements extérieurs de l’écu. Quand une figure des armes s’y prête, elle est fréquemment reprise par le cimier. Le casque à sommet pointu peut être orné d’un panache. Le casque à sommet plat peut être décoré de manière plus élaborée, par des têtes et cols d’animaux (licorne), ou des bustes ou membres issants, des ailes (demi-vol ou vol), des cornes, des petites bannières.

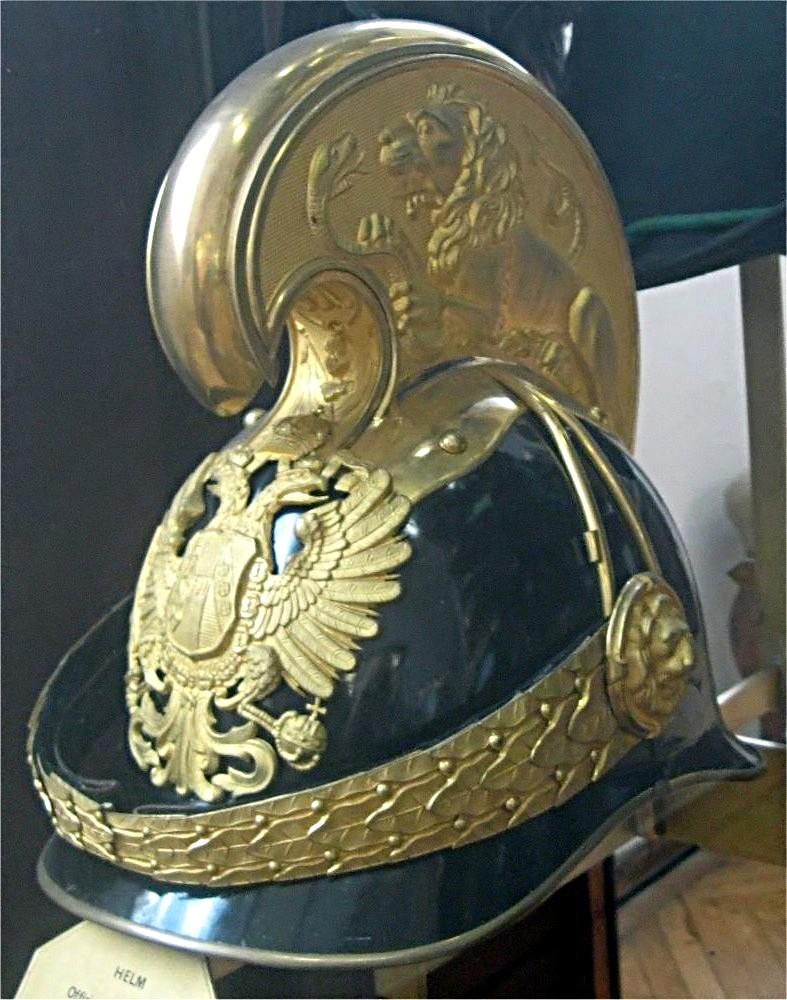
Casque à cimier de dragon de l'armée austro-hongroise de 1867.
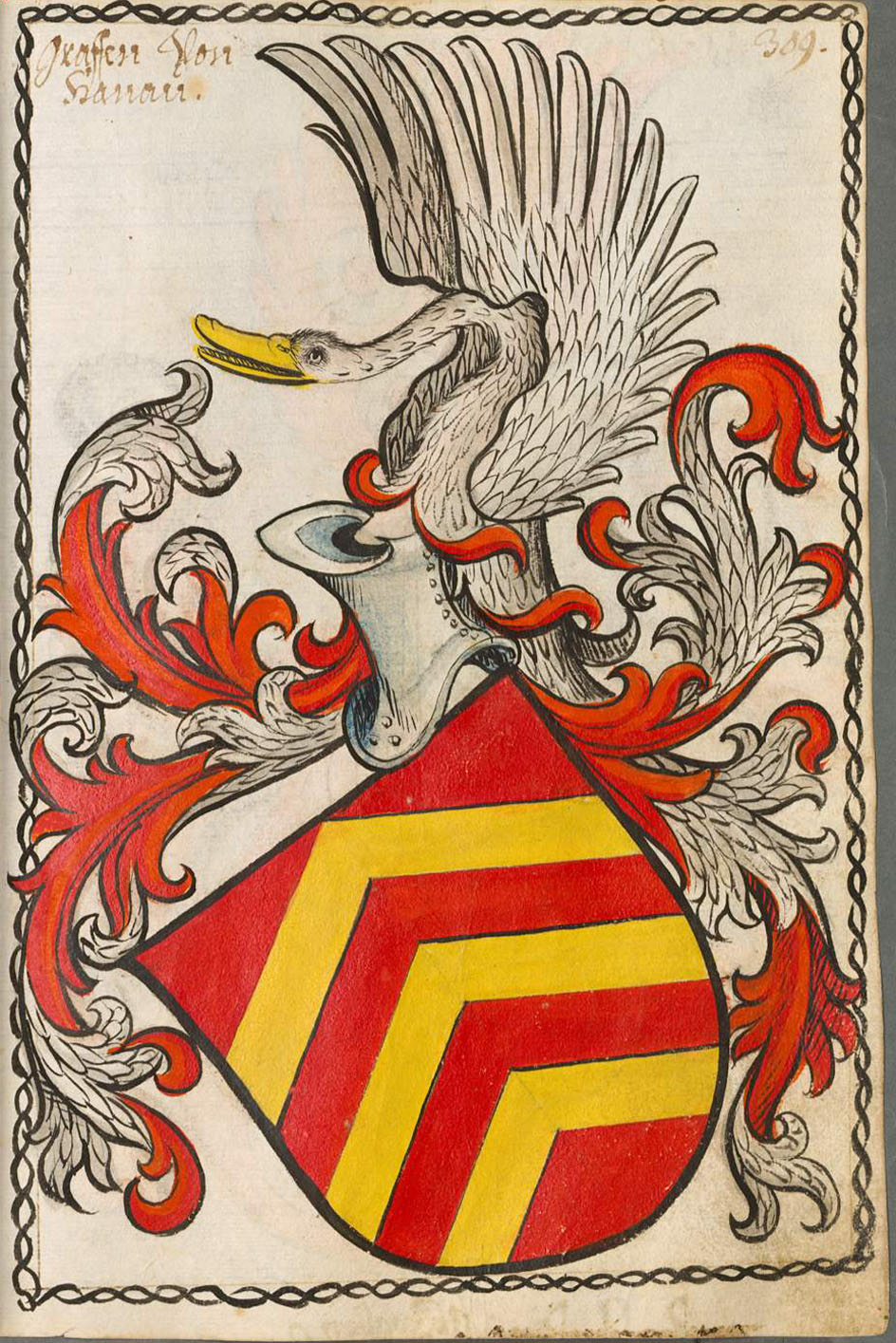
Le cimier des comtes de Hanau (Hesse).
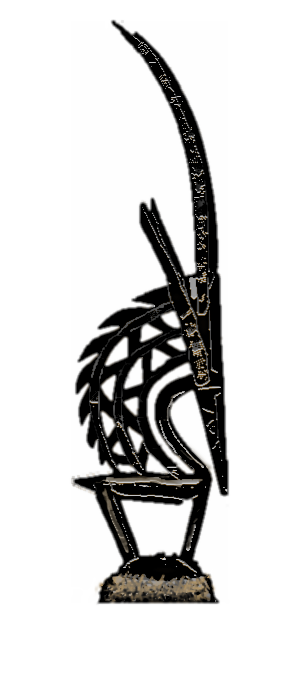
Masque cimier Ciwara (Bambaras du Mali).
Masque cimier Bamoun MHNT 1935